# Урух-Ахитли
Урух-Ахитли (вариант Хуштада-Урух) — упразднённое село в Цумадинском районе Дагестана Российской Федерации. Входило в состав сельского поселения Хуштадинский сельсовет. В 2005 году включено в состав села Тленхори.

## Географическое положение
Располагалось на правом берегу реки Андийское Койсу, в 0,5 км к юго-западу от села Тленхори.

## История
Возникло в 1950-е годы как отселок села Хуштада. До начала 1990-х годов являлось отделением колхоза имени Чапаева села Хуштада.

## Население
| 1970 | 1989 | 2002 | 2003 | 2004 |
| ---- | ---- | ---- | ---- | ---- |
| 18   | ↗91  | ↗215 | →215 | ↘204 |

Национальный состав
Согласно результатам переписи 2002 года, в национальной структуре населения аварцы составляли 100 %.